# Косолапов, Павел Павлович
Павел Павлович Косолапов (род. 27 февраля 1980, Волгоградская область) — идейный исламистский террорист, русский мусульманин. По версии правоохранительных органов РФ, изложенной в СМИ — один из организаторов террористических актов в Москве, Подмосковье, взрывов остановок в Воронеже и Новгородской области в 2004—2007 годах, руководитель преступной группы, в которую помимо него самого входили граждане Казахстана. Объявлен в федеральный и международный розыск.

## Биография

### Детство
Отец, уроженец Перми, приехал по распределению из Пермской области в Волгоградскую, работал трактористом, развелся с женой, когда Павлу было два года, и уехал жить в Краснодарский край.
Мать — представитель местного старинного казачьего рода Щегольковых, работала директором детского сада, после его закрытия пошла в кочегары.
Согласно документам, родился на хуторе Большой Серафимовичского района Волгоградской области.
Детство провел на хуторе Горбатовский (в 25 км от Большого), население которого составляет около 600 человек. Жил в одноэтажном доме, обложенном белым кирпичом, с младшим братом, сестрой и матерью Валентиной Константиновной, 1957 года рождения.
Как рассказывает Лидия Уренева, классный руководитель Косолапова до 4 класса средней школы:
Мальчик был, конечно, неплохой. Особенно выделялся хорошим отношением к родителям, за бабушкой очень ухаживал. Но временами был неуправляемый и даже какой-то бешеный. По душам с ним нельзя было поговорить, мог даже огрызаться. Нельзя сказать, что он был замкнут, но совсем близких друзей у него не было. С чеченцами дружил, но у нас тут раньше полхутора чеченцев было, с ними все дружили.
Надежда Прилепова, классный руководитель Косолапова в старших классах, вспоминает:
Нельзя сказать, что он был лидером, но и ведомым его не назовешь. У него всегда был свой взгляд на вещи. Учился, пожалуй, лучше всех среди мальчиков класса. Особенно любил литературу и историю. Сочинения писал краткие, но интересные и всегда особенные.
Наталья Уренева, одноклассница Павла, признаётся:
Парень как парень. Единственное, что его всегда отличало от остальных, — стремление к чему-то другому. Он не мог успокоиться на обычной жизни: семья, дети, дом, огород. Он всё время чего-то искал.

По словам директора Горбатовской средней школы Сергея Петрова в интервью «Независимой газете»: 
Павел был обыкновенным парнем, с обычными для его возраста увлечениями, проблемами, интересами. Так же, как и все мальчишки, гонял в футбол, ходил на рыбалку. Он мог бы школу окончить на «4» и «5». Просто не захотел. Косолапов — парень не без способностей. Когда хотел показать себя, готовился к занятиям, то практически всегда получал «отлично». Интересовался информатикой, компьютерами. Уже после армии обращался ко мне с просьбой помочь освежить знания в информатике, говорил, что в Москве предлагают ему хорошую работу, связанную с компьютерами. Очень любил читать. Любимой книгой Павла в школе была «Мастер и Маргарита» Булгакова… Был равнодушен к алкоголю — что совсем не типично для деревни. (…) видели Пашку «выпимши» только один раз — на выпускном вечере в школе.
По воспоминаниям преподавателей той же школы,
Павел был мальчиком положительным во всех отношениях. Мать воспитывала его в строгости. […] Парень вежливый рос — со всеми соседями всегда здоровался, помогал бабкам сумки тяжелые до дома поднести, всех учителей персонально с днем рождения поздравлял. Не пил, не курил, в драках замечен не был. В школе поначалу учился неважно, но в 10—11-м классе взялся за ум. В итоге получил аттестат без единой «тройки». С гуманитарными предметами у него похуже было, зато отлично давались математика и химия.
Как признается мать Павла обозревателю газеты «Известия» Дмитрию Соколову-Митричу:
Павлуше тоже очень Краснодарский край нравился. У него мечта была там домик купить. Как только он достиг зрелого возраста, все время стремился заработать на него денег. После 9-го класса поступил в Серафимовичский техникум, но через полтора месяца вернулся домой и сказал, что будет заканчивать 10-й и 11-й классы. А когда сестра за военного замуж вышла, загорелся стать офицером. К поступлению в военное училище готовился серьёзно. Сделал во дворе турник, постоянно на нем подтягивался, каждый день занимался бегом. В Краснодарское инженерное училище поступил легко. Я к нему на присягу ездила. Он был такой гордый, счастливый. Сочинение писал на тему «Мастер и Маргарита» — это была его любимая книга. Он вообще любил читать. Особенно фантастику. Верил в потусторонний мир.

### Военная служба
По версии МВД, после окончания школы в 1997 году Косолапов поступил в Краснодарское высшее военное командное инженерное училище. По мнению школьных учителей Косолапова, «на это дело его муж родной сестры подбил».
В 1998 году училище было расформировано, часть курсантов, в том числе и Косолапова перевели в Ростовский военный институт ракетных войск им. Главного маршала артиллерии М. И. Неделина.
По воспоминаниям однокурсников, Косолапов любил экстрим — прыгал в реку с высоких мостов и в Краснодаре, и в Ростове. С людьми общался легко, однако лидером не был. Играл на гитаре. К деньгам относился неравнодушно: после занятий, в отличие от товарищей, не развлекался, а подрабатывал.
Осенью 1999 года, за полгода до окончания учёбы, он написал рапорт с просьбой об отчислении, после того как был уличён в воровстве денег у сокурсника. После отчисления из института проходил срочную службу в ракетных войсках в Ростовской области и в Чернышковском районе Волгоградской области.
В январе 2005 года бабушка Косолапова рассказала журналисту газеты «Известия»:
Приняв ислам, он весь наш род продал! И говорить-то стал […] на русском, но не по-русски. Акцент откуда-то появился, хрипота такая, вальяжность — знаете, как чеченцы разговаривают? Я думаю, этот ислам он в училище подцепил. Он там с ребятами из Нальчика связался. С ними на дискотеку бегал в самоволку. Хотя он с детства все время дружил с местными кавказцами. Говорил, что ему нравятся их традиции, уважение к старшим. О том, что Павлика отчисляют из училища, мы узнали из письма его сестры. Мать приехала, а он на «губе». В рапорте об отчислении написал так: «Ошибся в выборе профессии». Пошел в армию. Служил здесь недалеко, в Чернышковском районе, в Ракетных войсках. Я как-то туда приехала и увидела, как он огрызнулся на офицера. Вы извините, я всю жизнь скот пасла, поэтому привыкла материться. Я ему как закричу: «А ну, б…дь, вставай на колени перед командиром!» Он попыхтел, попыхтел, но встал на колени.

### После демобилизации
После демобилизации и возвращения в родной хутор Горбатовское окончил курсы сварщиков. Однако по специальности не работал — в совхозе не платили денег. Павел зарабатывал покосами сена для скотины и вязал веники, которые мать и сестра продавали на рынке. В это же время сблизился со своими местными сверстниками Артуром Амиралиевым, Рустамом Джамурзаевым. Спустя некоторое время семьи Амиралиевых и Джамурзаевых перебрались на родину в Чечню. Вскоре после этого начались таинственные исчезновения Косолапова из родных краёв. По словам матери Косолапова:
Однажды я увидела, как Павлуша пошёл в туалет и взял с собой бутылочку с водой. Я так и обомлела: у нас на хуторе все знают, что мусульмане бумагой не пользуются. А потом обратила внимание, как он по нескольку раз на дню сидит на полу, поджав ноги, и что-то тихонько шепчет. Это случилось после того, как он с соседом-чеченцем в Москву на заработки поехал. Потом он признался мне, что не в столице был, а в Чечне. Вернулся счастливый такой. Но я заметила, что крестик с груди он снял, все картинки в своей комнате поснимал, перестал курить, пить, хотя он и раньше не очень-то злоупотреблял, день рождения свой больше не праздновал, младшего брата за любое бранное слово ругал. Я сначала испугалась, но потом смирилась. Здесь он работы так и не нашел. Сено косил да веники вязал по 2 рубля за штуку. А потом вдруг говорит, что в Мурманск уезжает. Что нашел по объявлению в газете работу на рыбацком судне. Наконец-то сможет купить домик в Краснодарском крае. Уехал. Вернулся через полгода на «девятке». Объяснил, что заработал 120 тысяч рублей, но купил машину, потому что этих денег на дом все равно не хватит.
В Чечне, по данным газеты «Время новостей», Косолапов воевал на стороне сепаратистов против федеральных войск. Там он прошёл подготовку под руководством арабских инструкторов в учебном центре «Кавказ» известного террориста Хаттаба в Сержень-Юрте и принял ислам радикального толка, затем сам стал инструктором. Среди его учеников — граждане Казахстана Еркингали Тайжанов и Азамат Толеубай, ранее учившиеся в медресе в городе Бугуруслан Оренбургской области и воевавшие в отрядах Абу Умара и Абу Дзейта. Имя Азамата Толеубая, уроженца посёлка Карагайлы Карагандинской области, газета «Казахстанская правда» упоминала ещё в 2001 году в статье о молодых казахских парнях, якобы поступивших учиться в ваххабистский лагерь в Сержень-Юрте в марте 1999 года.
После принятия ислама Павел Косолапов взял себе новое имя — Мохаммед. На родину, в Волгоградскую область, он регулярно возвращался вплоть до 2004 года. Приезжал на автомобилях — сначала зелёной подержанной «ВАЗ-21099», потом на битой «Тойоте» с московскими номерами (на ней он проездил около трёх месяцев, пока окончательно не разбил в конце лета 2003 года, поехав с матерью на рынок в Ростовскую область), затем «ВАЗ-2109». По словам односельчан, пять раз в день молился, ругал и бил младшего брата Ивана за брань, выкуренную сигарету и употребление спиртных напитков.
В 2004 году официально работал в сельхозартели в Воронежской области. В том же году, по некоторым сведениям, приобрёл земельный участок в Краснодарском крае, где, по словам матери, он в своё время мечтал купить дом.

### Подозрения в организации взрывов в московском метро и Воронеже
По версии правоохранительных органов, озвученной СМИ в 2005 году, группа Косолапова занималась подготовкой террористического акта в Московском метрополитене 6 февраля 2004 года. Куратором смертника Анзора Ижаева, осуществившего взрыв, унёсший жизни 42 человек, якобы был Косолапов.
МВД РФ объявило в розыск Косолапова и Тайжанова после серии терактов на автобусных остановках в Воронеже: 19 февраля 2004 года на остановке «Военный городок» на окраине города преступники установили сумку с бомбой, гвоздями и болтами. Однако благодаря ошибке при установке взрывного устройства ранения получили лишь два человека. 19 июля 2004 года на остановке «НИИ генетики» произошёл другой взрыв мощностью 200 г в тротиловом эквиваленте, в результате которого от проникающих ранений грудной клетки погибла 26-летняя сотрудница Воронежской государственной сельхозакадемии Елена Фролова, ещё пять человек получили ранения различной степени тяжести. 26 июля того же года на автобусной остановке на пересечении улиц 9 Января и Антонова-Овсеенко произошёл третий взрыв, однако в его момент на остановке никого не было.
Косолапов также подозревался в совершении этих терактов, поскольку накануне взрыва он проезжал там на машине, и даже был остановлен на посту ГАИ. Однако в 2005 году следствие выяснило, что за взрывами в Воронеже и в московском метро стояла другая террористическая группа — Карачаевский джамаат. В 2007 году участники джамаата Максим Панарьин, Тамбий Хубиев и Мурад Шаваев были приговорены Мосгорсудом к пожизненному лишению свободы за организацию терактов в общественном транспорте Москвы, Воронежа и Краснодара в 2003—2004 годах.

### Взрывы в Подмосковье и в Самаре
В конце февраля 2004 года группа Косолапова-Тайжанова-Толеубая, по версии МВД, осуществила четыре взрыва магистрального газопровода около подмосковных Чехова, Подольска и Бронниц, а 15 марта — трёх опор ЛЭП у Симферопольского шоссе в Московской области.
В 2004 году, по данным правоохранительных органов, Косолапов вернулся на родину в Волгоградскую область, где познакомил своего ученика по лагерю в Сержень-Юрте Еркингали Тайжанова с местной жительницей, 18-летней беженкой из Армении Кристиной Мустафаевой, которая вышла за того замуж. Вскоре семья Тайжанова перебралась в Актюбинск, а затем в Самару, а 4 июня того же года тот осуществил взрыв на вещевом рынке в Самаре, в результате которого 11 человек погибли, а, по разным источникам, 38 или 71 были ранены.
3 сентября 2004 года ученик и приятель Косолапова Тайжанов был арестован в Казахстане за хранение наркотиков. На Тайжанова дала показания его супруга, которой тот ранее демонстрировал бомбу и признался, что готовится её применить, а вскоре после взрыва показал 3000 евро, сообщив жене, что получил эти деньги за успешное проведение теракта. После того как Тайжанов узнал, что к нему в тюрьму едут следователи из России, он повесился в камере. По данным ФСБ РФ, Тайжанов планировал сделать жену, которая к тому моменту была от него беременной, террористкой-смертницей для исполнения террористического акта, который был запланирован в Москве на 27 сентября 2004 года. Сама Кристина Мустафаева заявила, что «Еркингали мне об этом никогда не говорил».
Другой ученик Косолапова Азамат Толеубай явился с повинной в МВД Казахстана, признавшись, что был в Чечне и воевал на стороне сепаратистов, а также в том, что имел знакомство с Тайжановым. Однако своё причастие к терактам Толеубай отрицал. В июне 2005 года, по данным СМИ Казахстана, Толеубай был осужден судом в г. Актобе. В июле 2005 года Толеубай был выдан российским правоохранительным органам; по другим сведениям, он по-прежнему находится в Казахстане. По состоянию на октябрь 2009 года информацию о суде в России над Толеубаем обнаружить не удалось; последнее упоминание о нём в российских СМИ приходится на ноябрь 2007 года.
На имя Косолапова была оформлена съемная квартира в подмосковном городе Люберцы, где 18 марта 2004 года уборщицей риэлторской компании «Калита-град» была обнаружена сумка, набитая оружием. В девятиэтажном доме № 52 на улице Кирова в Люберцах на съемной квартире № 84 (по другим данным, в квартире № 84 в пятиэтажке по адресу ул. Кирова, 53) были обнаружены: 21 выстрел к ручному гранатомету РПГ-7, 2 гранаты Ф-1 и одна — РГД-5, 19 электродетонаторов и 18 наручных часов Casio. Однако ни квартиранта, ни других лиц, проживавших в квартире, задержать не удалось. Был заочно арестован Мещанским районным судом г. Москвы и объявлен в международный розыск.

### «Невский экспресс»
13 августа 2007 года на перегоне Окуловка — Малая Вишера Октябрьской железной дороги в 21:38 по московскому времени в результате аварии с рельсов сошли электровоз и 12 вагонов поезда «Невский Экспресс». Были травмированы 60 человек, из которых 25 были доставлены в больницы. По официальной версии, причиной аварии стал подрыв железнодорожного полотна самодельным взрывным устройством мощностью 8-9 кг в тротиловом эквиваленте.

В 2007 году МВД РФ разослало ориентировку на Косолапова, объявленного в федеральный розыск: 
Разыскивается по факту подрыва 13.08.07 в 21.40 поезда № 166 маршрута «Невский экспресс», следовавшего Москва—Санкт-Петербург. Возглавлял диверсионную группу, направленную Ш. Басаевым в Москву и центральные регионы России для совершения диверсий. Группа причастна к подрывам СВУ на газопроводах и линиях электропередачи 12.02.04, 18.02.04, 15.03.04, проходивших на территории Московской области.
Как сообщает газета «Коммерсантъ», по версии следствия, время, место, объект теракта и способ его реализации выбрал Павел Косолапов. Под видом туриста он приехал в Маловишерский район Новгородской области, лично осмотрел участок железнодорожного пути Санкт-Петербург—Москва на перегоне Бурга—Красненка и выбрал место для закладки взрывчатки неподалёку от моста через речку Чёрную; «гулявшего» по железнодорожным путям молодого человека приметили местные жители, которые в дальнейшем помогли составить его фоторобот. Тем временем безработный житель ингушского села Экажево, отец четверых детей Саланбек Дзахкиев подрядил своих земляков, братьев Хидриевых, на перевозку взрывчатки. Штукатур Макшарип и крановщик Амирхан якобы привезли её из Ингушетии в автомобиле «ВАЗ-2109», который тоже видели свидетели. В Новгородской области они передали машину посреднику, причём с Саланбеком Дзахкиевым, по версии обвинения, контактировал только Макшарип Хидриев; Амирхан Хидриев просто согласился помочь брату перегнать «девятку» из Ингушетии в Новгородскую область.
В материале газеты «Известия» некоторые детали описаны по-другому: так, согласно ей, 9 килограммов гексогена были куплены Дзахкиевым в Москве и доставлены в Малую Вишеру Амирханом Хидриевым на принадлежащем ему автомобиле ВАЗ-2106. Кроме того, газета отмечает, что братья Хидриевы до теракта промышляли автомобильными разбоями, пытками и побоями, заставляя владельцев дорогих машин переоформлять автомобиль на их имя.
По утверждениям газеты «РБК daily», сославшейся на неназванный «источник в МВД», Косолапов также подозревается в подрыве «Невского экспресса» в 2009 году.

## Противоречивость официальной версии
- Версия сотрудников правоохранительных органов, озвученная СМИ, противоречит фактической хронологии событий: в 1999 году Павлу Косолапову было лишь 19 лет. Продолжительность обучения в Ростовском военном институте ракетных войск составляет 5 лет[29], на выпускном курсе он должен был учиться не ранее 2001 года[11]. К тому времени учебный центр Хаттаба уже был уничтожен: российские федеральные войска заняли селение Сержень-Юрт Шалинского района Чечни весной 2000 года[30][31]. В это время Косолапов был курсантом Ростовского военного вуза. Однако нельзя исключать, что Косолапов мог проходить подготовку в более позднее время непосредственно в партизанских отрядах чеченских сепаратистов, которые базировались в горной местности Чечни и активно вели террористическую деятельность.
- Некоторые издания[24][32] находят весьма странным случайное обнаружение «арсенала» террористической группы в Люберцах вскоре после подрыва газопроводов и ЛЭП: в частности, дом, где жил Косолапов — не простой, а минобороновский, а квартира принадлежит высокому военному чину в отставке[24]. С учётом того, что Косолапов снимал квартиру по своему настоящему паспорту, это не вяжется с его описанием как высокопрофессионального террориста[32]. Они также не находят очевидной связь Косолапова с терактом в вагоне метрополитена[32].
- В интервью газете «Собеседник» заместитель начальника Ростовского военного института Андрей Юшковский заявил:

Павел Косолапов у нас никогда не учился. У нас был его однофамилец – Глеб Косолапов, может, отсюда пошла путаница. Но и взрывотехников мы не готовим. У нас и дисциплины-то такой нет.
- Мать Павла, Валентина Косолапова, в интервью Русской службе новостей утверждает, что приезжавший из Москвы следователь сказал, что «если через неделю ваш сын не появится, то на него повесят „Невский экспресс“». «В итоге так и получилось, — заявила она. — Ровно через неделю напечатали, что он причастен к „Невскому экспрессу“. Сейчас опять на него всё „вешают“, и мне так и объяснили, что на него будут „вешать“ всё, пока его не найдут»[11].
- Как сообщила газета «Труд» в январе 2005 года, «Однажды в дом Косолаповых нагрянул тот самый чеченец, с которым Павел вместе в Чечню ездил. Странный какой-то — то ли пьяный, то ли обкуренный. Он сказал матери, что убили её сына. Ничего объяснять не стал и ушёл»[33].
- Первым в 2004 году написал о Косолапове журналист газеты «Время новостей» Александр Шварев. В 2009 году, будучи журналистом агентства «Росбалт», он рассказал, что получал информацию от оперативных работников правоохранительных органов, имена которых и принадлежность к конкретным силовым структурам он разглашать отказался. Однако он заявил, что лично видел фотографии Косолапова, изъятые в Чечне в начале 2000-х:

Эти фотографии перевозили сподвижники Абу Хафса. У них тоже ведется своя картотека, где они снимают, например, свой учебный процесс. Когда спецслужбы проводили идентификацию людей, изображенных на фотографиях, один из них и был установлен как Павел Косолапов — человек явно славянской внешности, который изображён вместе с лидерами боевиков, явно не пленный, вместе с ними держит в руках взрывные устройства. Человек совершенно заурядной внешности, светлые волосы. Говорят, у него появился золотой зуб, который мог бы быть отличительной особенностью. На некоторых фотографиях он был вместе с Абу Дзейтом, который учил Косолапова взрывному делу и считал одним из лучших учеников. Об этом удалось узнать благодаря фотографиям и показаниям боевиков, которые тренировались вместе с Косолаповым. Абу Дзейт, кстати, на фотографиях не выглядел, как боевик: короткая стрижка, очки, вполне цивильная одежда. Если бы не видеть, что в руках находятся схемы элемента взрывного устройства, не подумаешь, что это два боевика: славянский парень и человек интеллигентной внешности.

### Комментарии
1. ↑  Хутор Горбатовский подробно описан в эпопее «Тихий Дон» Михаила Шолохова. Главный герой книги Григорий Мелехов жил там целый месяц у родственников своей возлюбленной — казачки Аксиньи.
2. ↑  По данным сайта «Яндекс. Карты», в городе Люберцы на улице Кирова нет дома № 52. См. Улица Кирова в Люберцах. Yandex.ru. Дата обращения: 8 марта 2010. Архивировано 12 марта 2016 года.